# 夢の見つけ方教えたる!
土曜プレミアム・熱血教師スペシャル第2夜 夢の見つけ方教えたる!（どようプレミアム・ねっけつきょうしスペシャルだいにや ゆめのみつけかたおしえたる!）は、2008年3月8日の21:00 - 23:10（JST）に、フジテレビ系で放送された日本のテレビドラマの特別番組。視聴率14.2%。
金曜日同枠で放送されている『金曜プレステージ』との連携企画であり、熱血教師スペシャルの第2夜の位置付けで『土曜プレミアム』の枠内で放送されたものである。
また、2010年、同じくフジテレビ『土曜プレミアム』で放送されたテレビドラマ「夢の見つけ方教えたる!2」もここで扱う。

## 第1弾

### 概要
主演はダウンタウンの濵田雅功。浜田は『明日があるさ』スペシャル（2002年1月12日放送）以来6年ぶりのドラマ主演で、今作が初の教師役となる。
主題歌はジョン・レノンのスタンド・バイ・ミー。

### ストーリー
教師という仕事に情熱を失い無気力状態になった小学校教諭が関東地方の小学校に赴任する。しかしその小学校は、生徒や先生の問題が山積していた名ばかりの「イジメ撲滅モデル校」だった。そんな中、ある過去の事件をきっかけに、無気力教諭の魂に火がつき、もう一度、自分の生徒たちに真正面から立ち向かっていく。

### 出演
- 今村克彦：濵田雅功（ダウンタウン）

京都から美崎野小学校へ赴任して来た教師、5年2組担任。原作者の今村克彦自身がモデル。
- 松尾みやこ：広末涼子

5年2組副担任で、校内のマドンナ的存在。
- 木嶋健二：森山未來

5年1組担任。
- 三田茂：沼田爆

美崎野小学校校長。
- 南村智樹：三宅弘城

6年1組担任。
- 佐古昭典の母：北斗晶
- 梅野啓子：藤本七海

今村の昔の教え子。
- 奥崎勝：六平直政

啓子を囲っていたヤクザ。
- 秋山国広：哀川翔

今村の古くからの友人で相談相手。
- 町村賢二郎：佐野史郎

美崎野小学校教頭。
- 5年2組生徒
  - 沢田マヤ：三吉彩花
  - 結城とし子：沢木ルカ
  - 太田香代子：山田夏海
  - 観音寺結花:田中彩瑛
  - 佐古昭典：武田昇悟
  - 佐々木修造：佐藤勇輝
  - アントニオ・サバト：セバスチャン・キンテロ・バロン
  - 宮本侑芽
  - 入江姫加
  - 新見紗央
  - 上原光
- 5年1組生徒
  - 宮澤あかり
  - 千葉理奈
  - 殺陣剛太

### スタッフ
- 原作：今村克彦「アンタ…〜俺を教師にしてくれたあの言葉」（扶桑社刊）
- 企画：吉田豪（フジテレビ）
- プロデューサー：井下倫子、和田豊彦
- 演出：中島悟
- 原案：土田英生
- 脚本：吉本昌弘
- 技術協力：東通
- 美術協力：フジアール
- スタジオ：レモンスタジオ
- アクション：FCプラン
- 振り付け・ダンス指導：蔦美代子
- 制作協力：ビーダッシュ
- ロケ協力：三浦市営業開発課、みうら映画舎、常総フィルムコミッション、八王子フィルムコミッション、東日本旅客鉄道、横浜国際総合競技場、ジェイアールバス関東、京浜急行バスほか
- 製作：フジテレビジョン、アベクカンパニー

## 第2弾

### 概要
2010年3月13日に、フジテレビ『土曜プレミアム』枠で放送。
主題歌はスリー・ドッグ・ナイトの「joy to the world」。視聴率は10.3%。

### ストーリー
臨時教員として今村が赴任したのは「櫻樹第一小学校」。今村は6年3組を受け持つ。そこは私立中学受験組と公立組がいがみ合い、もはや「学校」ではなくなっていた。あくまで学校の教育方針は「私立組重視」。今村はなんとか私立組と公立組の壁をとろうと努力するが生徒や同僚教師、保護者たちに反発される。そして、自分の受け持ちのクラスの学級委員、田中アキラがいじめられていると知り、家庭訪問に向かった。そこで、自分のヤンキー時代の仲間で、自分の学校の養護教諭、田中千佳子がアキラの母親であることを知ってしまい…。

### 出演
- 今村克彦：濵田雅功（ダウンタウン）

6年3組担任。臨時で赴任してきた。生徒たちに授業をボイコットされる。原作者の今村克彦自身がモデル。
- 御茶ノ水はじめ：溝端淳平

6年3組副担任。東大出身のエリート教師。初めは今村に反感を持っていたが、徐々に彼を尊敬するようになってゆく。
- 島谷あゆみ：蓮佛美沙子

音楽教師。保護者たちに目をつけられ過呼吸に。
- 田中千佳子：飯島直子

ある過去を隠している養護教諭（元レディース総長であり、今村とはそのレディース時代に出会っていた）。息子は田中アキラ。
- 鈴本：田山涼成

副校長。
- 榎本：國村隼

今村の高校時代の体育教師で居酒屋を経営。
- 宇佐見康子：渡辺典子

PTA会長でモンスターペアレント。子供には過保護。娘は宇佐美ミカ。
- 警察官：井本貴史（ライセンス）
- 塾の講師：藤原一裕（ライセンス）
- 教育実習生：下川真矢
- 宇佐見イズミ：大谷澪

ミカの姉。
- 刑事：石倉三郎
- サラリーマン：温水洋一
- 木ノ本嶺浩
- 沼崎悠

#### 生徒
- 田中アキラ：小清水一揮

学級委員。海明中学合格を目指す。今村にいじめられていると気づかれるが、実はアキラがいじめっ子であり、クラスをコントロールしていた。母親は養護教諭の田中千佳子。
- 宇佐美ミカ：未来穂香

PTA会長の娘。吹奏楽部を退部し、初めは今村、島谷に反発していたが少しずつ彼らのことを理解し始め、クラスをまとめていく。
- 三田村三郎：足立雄介

田中アキラにいじめられている。右腕をつねられ、内出血を起こしている。
- 渡辺和夫：古田大虎
- 青山久美子：荻野可鈴
- 井出さわ子：本間るい
- 小倉尚人：伊藤竜馬
- 守屋謙次郎：矢部昌暉
- 中嶋房代：雛乃
- 伊藤梨沙子
- 渡部駿太
- 安部孝将
- 市原尚弥
- 奥本健太郎
- 河口瑛将
- 永澤優斗
- 矢代奨馬
- 若林航平
- 渡辺崇人
- 糟谷健二
- 吉田翔

### スタッフ
- 原作：今村克彦
- 企画：吉田豪（フジテレビ）
- プロデューサー：後藤勝利
- アソシエイトプロデューサー：高橋萬彦
- 演出：木下高男
- 脚本：樫田正剛
- ダンス指導：関西京都今村組
- 殺陣：釼持誠
- 技術協力：バスク
- 美術協力：フジアール
- 制作協力：ビーダッシュ
- 製作：フジテレビジョン、共同テレビジョン